# Androlla
La androlla es un embutido cárnico elaborado con costilla de cerdo, que se elabora y consume principalmente en las provincias gallegas de Orense y Lugo, en los municipios de Viana del Bollo,  Puebla de Trives, El Barco de Valdeorras y Navia de Suarna, donde es un plato típico con su respectiva fiesta gastronómica; y en la provincia de León (Castilla y León, España), sobre todo en Maragatería y en El Bierzo.

## Características
Se parece al botillo de El Bierzo, que está hecho con costilla de cerdo adobada, pero varía en sus contenidos. La androlla está hecha con carne de cerdo junto con la piel del cerdo cocida y picada en trozos pequeños, y todo ello adobado con pimentón, sal y ajo (adobo similar al de la carne para la elaboración de chorizo); la gallega lleva además huesos. Luego se embute en una tripa gruesa y se somete a curación y ahumado.
La androlla se consume cocida y, generalmente, acompañada de cachelos (patatas cocidas cortadas).
En la Ribera del Órbigo se llama androlla al lomo de cerdo embutido, generalmente de una sola pieza. Este mismo embutido es conocido en Asturias como andoya.

## Etimología
La denominación androlla proviene del francés andouille, como se denomina en Bretaña y en Normandía a un embutido cuya elaboración y sabor es muy distinto. La denominación francesa, ya existente en la Edad Media, proviene del latín popular inductile, del verbo latino inducere (introducir), y se refiere a que la masa cárnica se introduce, o embute, en una tripa. De la palabra francesa se deriva también la nduja italiana, típica en la región de Calabria.